# Sven Thofelt
Sven Alfred Thofelt (19. května 1904 Stockholm – 1. února 1993 tamtéž) byl švédský sportovec a armádní důstojník. Věnoval se šermu a modernímu pětiboji.
Na Letních olympijských hrách 1928 vyhrál soutěž moderních pětibojařů. V roce 1932 obsadil v moderním pětiboji čtvrté místo, i když závodil se zraněním paže, které utrpěl po pádu v jezdecké části soutěže. Startoval také v kordu jednotlivců, kde skončil devátý. Na OH 1936 získal stříbrnou medaili s družstvem kordistů a v moderním pětiboji byl opět čtvrtý. Poslední olympiády se zúčastnil v roce 1948 a vybojoval s šermířským družstvem bronzovou medaili.
Na mistrovství světa v šermu získal jako člen švédského týmu dvě stříbrné a čtyři bronzové medaile. Šestkrát byl mistrem Švédska v moderním pětiboji, třikrát v šermu a jednou v plavecké štafetě.
V letech 1960 až 1988 byl prezidentem Mezinárodní unie moderního pětiboje a v letech 1970 až 1976 zastupoval Švédsko v Mezinárodním olympijském výboru. Zasloužil se o zařazení biatlonu na olympijský program.
Byl absolventem královské vojenské akademie v Karlbergu, sloužil u protivzdušné obrany a v letech 1948 až 1950 byl adjutantem krále Gustava V. Do výslužby odešel v roce 1964 jako brigádní generál. Obdržel Řád meče a Olympijský řád. Měl pět dětí, syn Björn Thofelt se stal v roce 1954 mistrem světa v moderním pětiboji.